# Каракуль (Мургабский район)
Каракуль, или Каракульский джамоат (тадж. Қарокӯл, ҷамоати деҳоти Қарокӯл, кирг. Кара-Көл, Кара-Көл жамааты) — сельская община в Мургабском районе Горно-Бадахшанской автономной области Таджикистана.
Расположена на восточном берегу озера Каракуль, недалеко от границы с Китаем, примерно в 130 км к северо-западу от районного центра, посёлка Мургаб, на высоте 3934 м над уровнем моря. Через Каракуль проходит Памирский тракт.
Население сельской общины по данным на 2010 год составляет 3532 человека.
Населённые пункты джамоата:
- село Каракуль (кирг. Кара-Көл) - (административный центр)
- село Караарт (кирг. Кара-Арт)
- село Жанижер (кирг. Жаңы-Жер)